# Jean-Michel Coulon
Pour les articles homonymes, voir Coulon.
Jean-Michel Coulon (1920-2014) est un peintre français de la Nouvelle École de Paris qui a la particularité d'avoir gardé son œuvre — plus de 900 tableaux — presque secrète pendant la plus grande partie de sa vie d'artiste. Il expose en 1949 et en 1950 à la galerie Jeanne Bucher, à Paris, puis, en 1971, à Bruxelles.
Bien implanté dans la société artistique des années 1940 et 1950, il fréquente Nicolas de Staël, Serge Poliakoff, André Lanskoy, Maria Helena Vieira da Silva, rencontre Picasso, notamment avec son beau-frère Olivier Debré, puis s'isole progressivement au point de n'évoquer que rarement sa peinture.

## Biographie
- 1920 : naissance à Bordeaux le 10 octobre. Il est le petit-fils de Georges Coulon, vice-président du conseil d'État de 1898 à 1912[2], et l'arrière-petit-fils d'Eugène Pelletan et d'Eugène Scribe[3],[4].
- Années 1930 : études au Lycée Janson-de-Sailly puis en classes préparatoires au Lycée Henri-IV. Il entreprend de nombreux voyages pendant sa jeunesse, en Allemagne d’où il revient bilingue, en Italie après son baccalauréat avec son ami et futur beau-frère Olivier Debré, et le long des côtes atlantiques et méditerranéennes de l’Afrique à bord de navires marchands sur lesquels il parvient à embarquer sans frais. Il est témoin de la montée des idéologies fascistes : aperçoit Hitler à Berlin puis Mussolini à Rome.
Il fait des études d'histoire à Paris[5].
- 1943 : En 1943, le service du travail obligatoire est instauré par le régime de Vichy et il décide de quitter Paris et se procure une fausse carte d’identité. Il part avec Olivier Debré, se réfugier à Megève. C’est durant cette période que les deux amis décident de se consacrer à la peinture.
- 1944 : Jean-Rémi Coulon – 19 ans, frère de Jean-Michel, alors en classes préparatoires au Lycée Janson-de-Sailly, est exécuté par les Allemands, à la ferme du By dans le Loiret.
- 1945 : il commence à exposer régulièrement dans les Salons (Réalités Nouvelles, Salon de mai).
- 1949 : il rencontre sa future épouse, Caroline Garabedian, violoniste américaine venue étudier au Conservatoire de Paris. Il apprend rapidement l’anglais. Il expose en groupe à la galerie Jeanne Bucher à Paris avec Braque, Picasso, Klee, Lurçat, Laurens, Nicolas de Staël, André Lanskoy, Maria Helena Vieira da Silva, Reichel, Bauchant, Manessier, Chapoval, Déchelette, Szenes et Kandinsky.

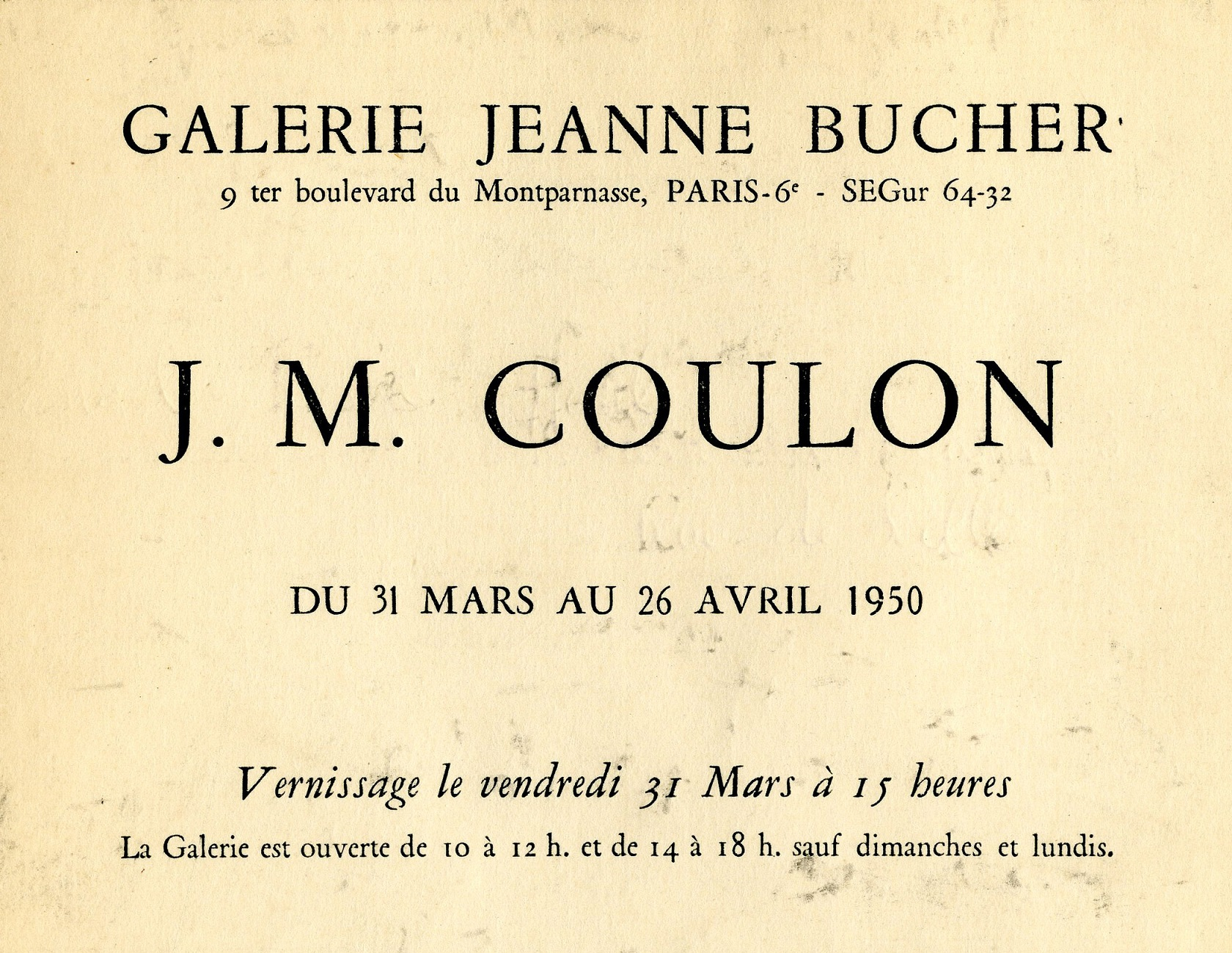
Carton d'invitation à l'exposition de 1950 (galerie Jeanne Bucher).

- 1950 : il expose seul, toujours à la galerie Jeanne Bucher. Le livre d’or de l’exposition atteste la présence de nombreux peintres aujourd’hui célèbres dont Rothko, Lanskoy, Deyrolle, Arnal, Vieillard, Szenes et Vieira da Silva. Il participe à une exposition de groupe à New York "Young Painters from US and France" à la galerie Sidney Janis avec notamment Nicolas de Staël et Pierre Soulages. Ayant obtenu une bourse du gouvernement français, il séjourne trois mois à la Maison Descartes à Amsterdam. Il se familiarise avec les peintres classiques hollandais et apprend le néerlandais.

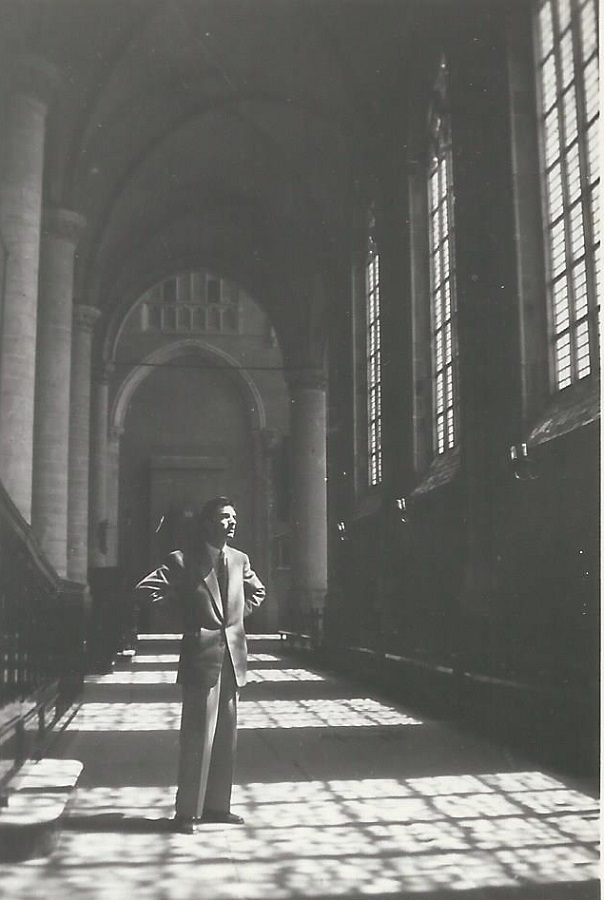
Painter Jean-Michel Coulon visiting St Peter Church in Leiden (1950)

- 1952 : son second frère Jean-François – 25 ans, officier dans l’armée de l’air – s’écrase en avion dans le brouillard, lors d’une mission en Tunisie. Jean-Michel Coulon participe à l'exposition "Posters by Painters and Sculptors" au Museum of Modern Art (MoMA) de New York[6].
- 1953 : il se marie avec Caroline Garabedian.
- 1955 : un incendie dévaste sa maison et son atelier de Saint-Jean de Braye, près d’Orléans. Un nombre important de tableaux sont perdus.
- 1956 : il séjourne deux mois aux États-Unis et y découvre les grandes métropoles, dont New York qui le fascine. Ce voyage est le premier d’une longue série qui représente une profonde source d’inspiration pour sa peinture.
- 1957 : naissance de sa fille unique.
- 1968: après la sortie de la France du commandement intégré de l’OTAN, il déménage à Bruxelles avec sa femme qui travaille au siège de l’organisation. Ils y resteront jusqu’en 1998. Depuis Bruxelles, la famille parcourt tous les pays d’Europe en voiture pour des périples à visées culturelle et artistique. Sans répit, Jean-Michel Coulon visite églises, musées, expositions, châteaux et ruines.

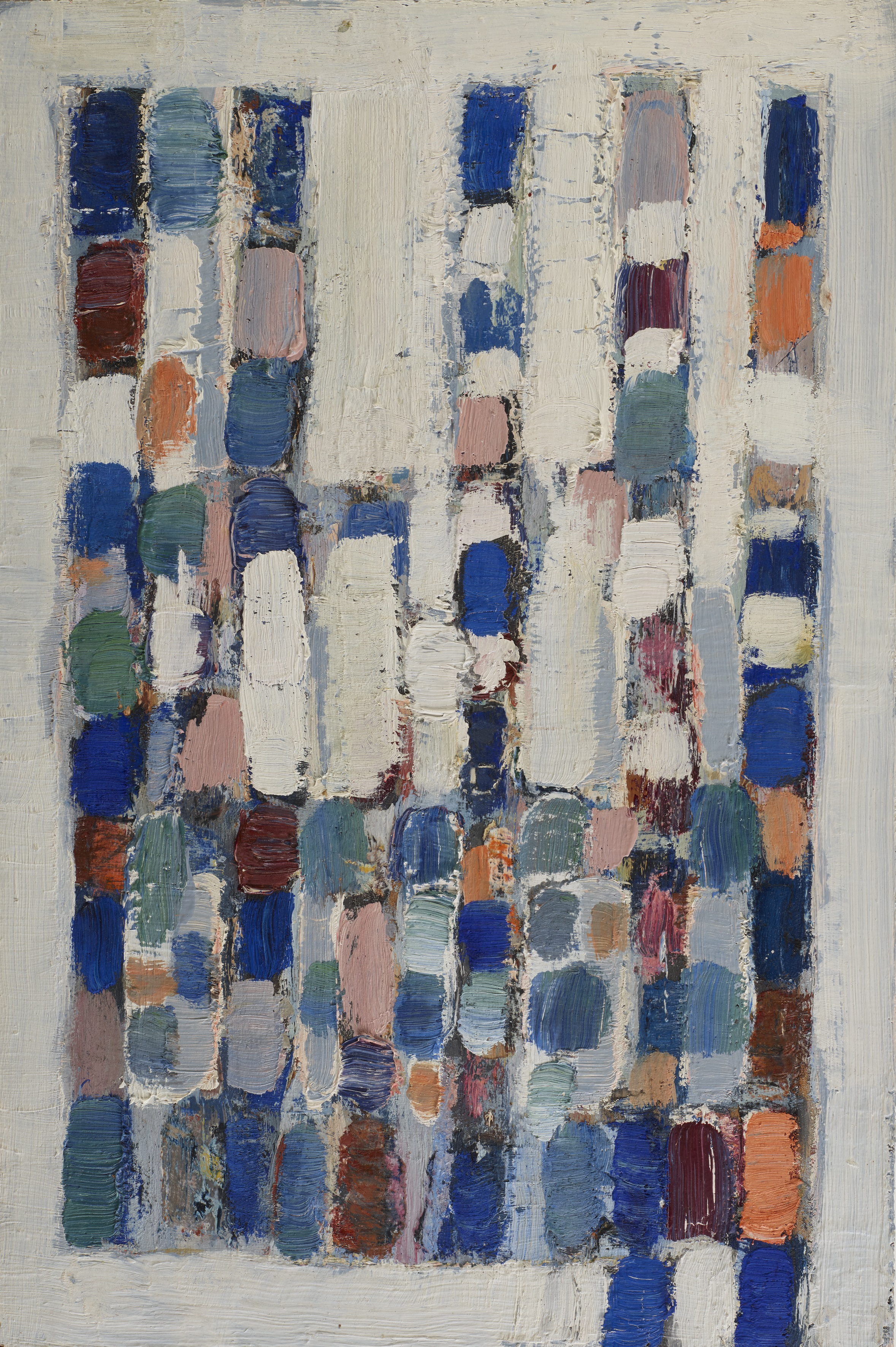
Composition by Jean-Michel Coulon, 1960s

- 1971: son exposition à la galerie Régence de Bruxelles, organisée par le galeriste Michel Vockaer est un franc succès. Dix-huit toiles sont vendues. Il devait y avoir une série de trois expositions, mais seule la première aura lieu : Jean-Michel Coulon prétextera ne jamais être prêt pour les tableaux suivants.
- 1999: il revient vivre à Paris à proximité de la maison d’Honoré de Balzac. Il ne renoue pas de liens avec les galeries parisiennes. Il reste discret, voire secret. Il se rend à son atelier tous les après-midis et oriente son travail de la peinture vers le collage, qu’il réalise sur d’anciennes toiles des années 1950 et 1960.
- 2012: sa santé se détériore et après une longue hospitalisation, il est condamné à rester en fauteuil roulant. Cet état l’empêche de se rendre à son atelier, devenu inaccessible et resté inviolé jusqu’à sa mort. Il continue de composer des collages dans son appartement, sur des feuilles de papier Canson. Son esprit resté vif et pertinent, il travaille jusqu’à ses derniers jours et toujours avec des couleurs chatoyantes.
- 2014: Jean-Michel Coulon meurt à Paris 16e le 25 octobre, à l’âge de 94 ans[7]. Il repose dans le fief familial de Saint-Georges-de-Didonne, en Charente-Maritime.

## Description de l’œuvre
Jean-Michel Coulon a peint dans le plus grand secret jusqu’à sa mort fin 2014 : il ne laissait personne pénétrer dans son atelier et il n’évoquait jamais sa peinture, même à ses proches.
Plus de 600 tableaux ont été découverts au lendemain de sa mort lors de l’ouverture de son atelier qu’il n’avait lui-même pas pu visiter depuis plusieurs années ayant perdu l’usage de ses jambes.
De par sa découverte récente et l’absence de commentaires laissés par l’artiste, la vision d’ensemble de l’œuvre de Jean-Michel Coulon est en construction et sujette à discussion.
Les principaux points de réflexion concernent notamment :  
- Le positionnement de Jean-Michel Coulon dans l’histoire de l’art du XXe siècle et par rapport aux peintres qu’il a côtoyés après la Seconde Guerre mondiale (Nicolas de Staël, Maria Helena Vieira da Silva, André Lanskoy et Olivier Debré, entre autres)
- L’évolution de sa peinture (formes, couleurs, support) au cours des 70 ans de sa vie d'artiste
- L’impact des drames de sa vie sur ses choix artistiques (notamment la mort brutale de ses deux frères en 1944 et 1952 et l’incendie de sa maison et de certaines de ses œuvres en 1955)
- Le secret qui entourait sa démarche artistique
- La possibilité de chercher une clé de compréhension de l’œuvre dans la correspondance lors de ses voyages, notamment aux États-Unis et en Italie

L’historienne de l’art Lydia Harambourg a apporté plusieurs éléments de réponse dans une première monographie de Jean-Michel Coulon (publiée en juin 2018).
L’évolution de l’œuvre peut être schématiquement illustrée de la façon suivante : 

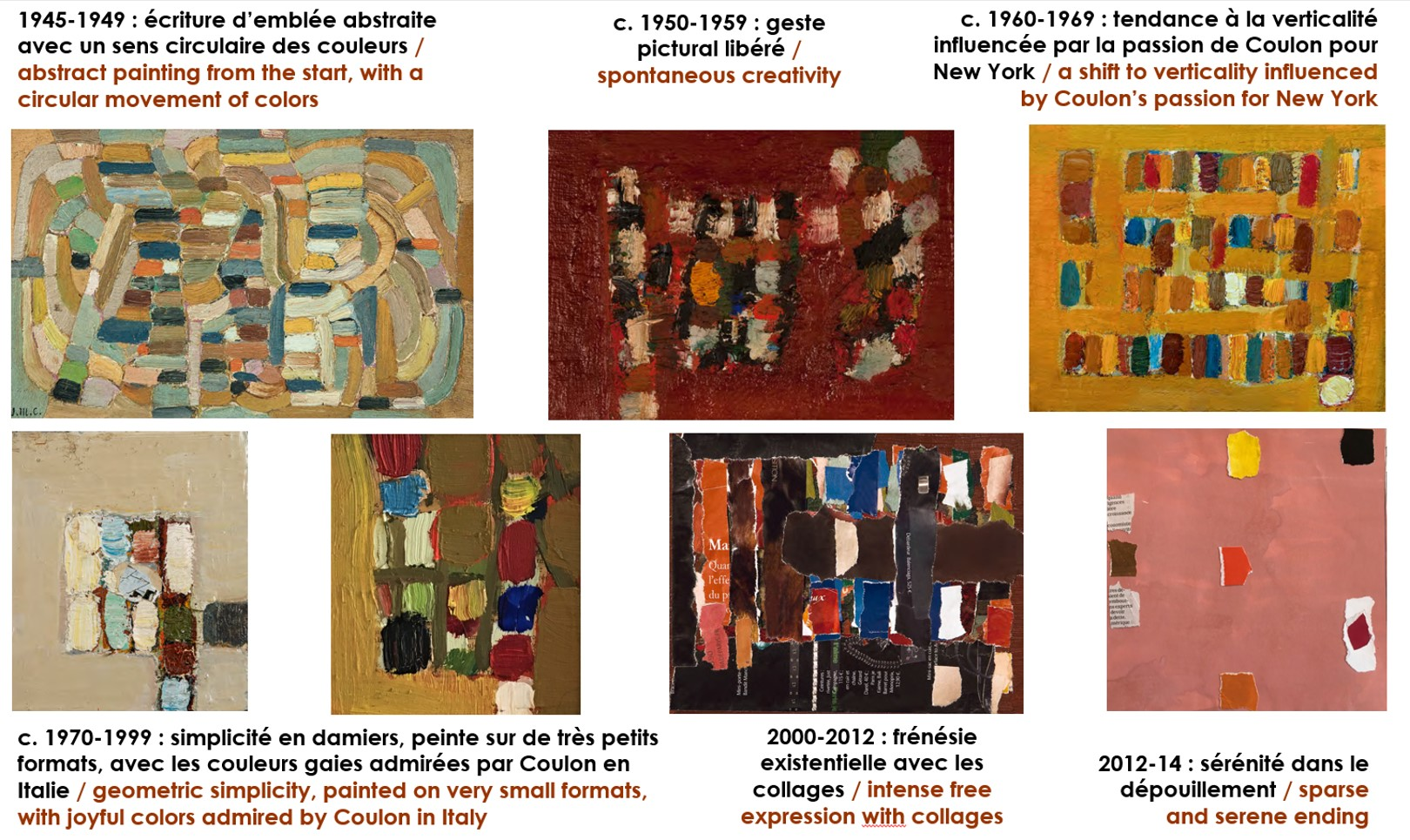
Evolution du style pictural de Jean-Michel Coulon

## Expositions
- 1949 : Exposition de groupe à la galerie Jeanne Bucher, Paris, France
- 1950 : Exposition personnelle à la galerie Jeanne Bucher, Paris, France
- 1950 : Exposition de groupe Young Painters from the US and France à la galerie Sidney Janis, New York, Etats-Unis
- 1952 : Participe à l'exposition Posters by Painters and Sculptors au Museum of Modern Art (MoMA), New York, Etats-Unis
- 1971 : Exposition à la galerie Régence, Bruxelles, Belgique
- 2018 : Jean-Michel Coulon à la galerie Dutko , Paris. France
- 2019 : Jean-Michel Coulon : Une vie pour la peinture > Maison des Arts Châtillon. Châtillon. France
- 2019 : Jean-Michel Coulon, 70 years of painting> Laurentin Gallery. Bruxelles. Belgique
- 2019 : Exposition de groupe A Century of Collage à la Rosenberg & Co gallery[8], New York, États-Unis
- 2020 : Exposition de groupe Couleur-Lumière à la Galerie 50, La Cadière d’Azur, France
- 2021 : Exposition de groupe Summer Show à la galerie Dutko, Paris, France
- 2021 : Exposition de groupe Quatre Peintres Abstraits de l’Après-Guerre, galerie Luz 26[9], Saint-Jean de Luz, France
- 2021 : Exposition de groupe Petits Formats à la Galerie 50, La Cadière d’Azur, France[10]
- 2021 : Exposition de groupe Collages des Années 50 aux Années 2000, galerie Luz 26[11], Saint-Jean de Luz, France
- 2022 : Exposition personnelle, Galerie 50, La Cadière-d’Azur, France
- 2023 : Exposition  de groupe Collages, galerie Luz 26, Saint-Jean de Luz, France
- 2023 : Exposition de groupe La Seconde Ecole de Paris, galerie Luz 26, Saint-Jean de Luz, France
- 2023 : Exposition de groupe Fine Art la Biennale (FAB) – Paris, France, galerie Françoise Livinec
- 2024 : Jean-Michel Coulon, l'appel de la lumière, Musée du Protestantisme, de la Réforme à la laïcité, Ferrières, Tarn, France
- 2025 : Exposition de groupe au Salon du Dessin – Paris, France, galerie Laurentin

## Galerie

Compositions de Jean-Michel Coulon
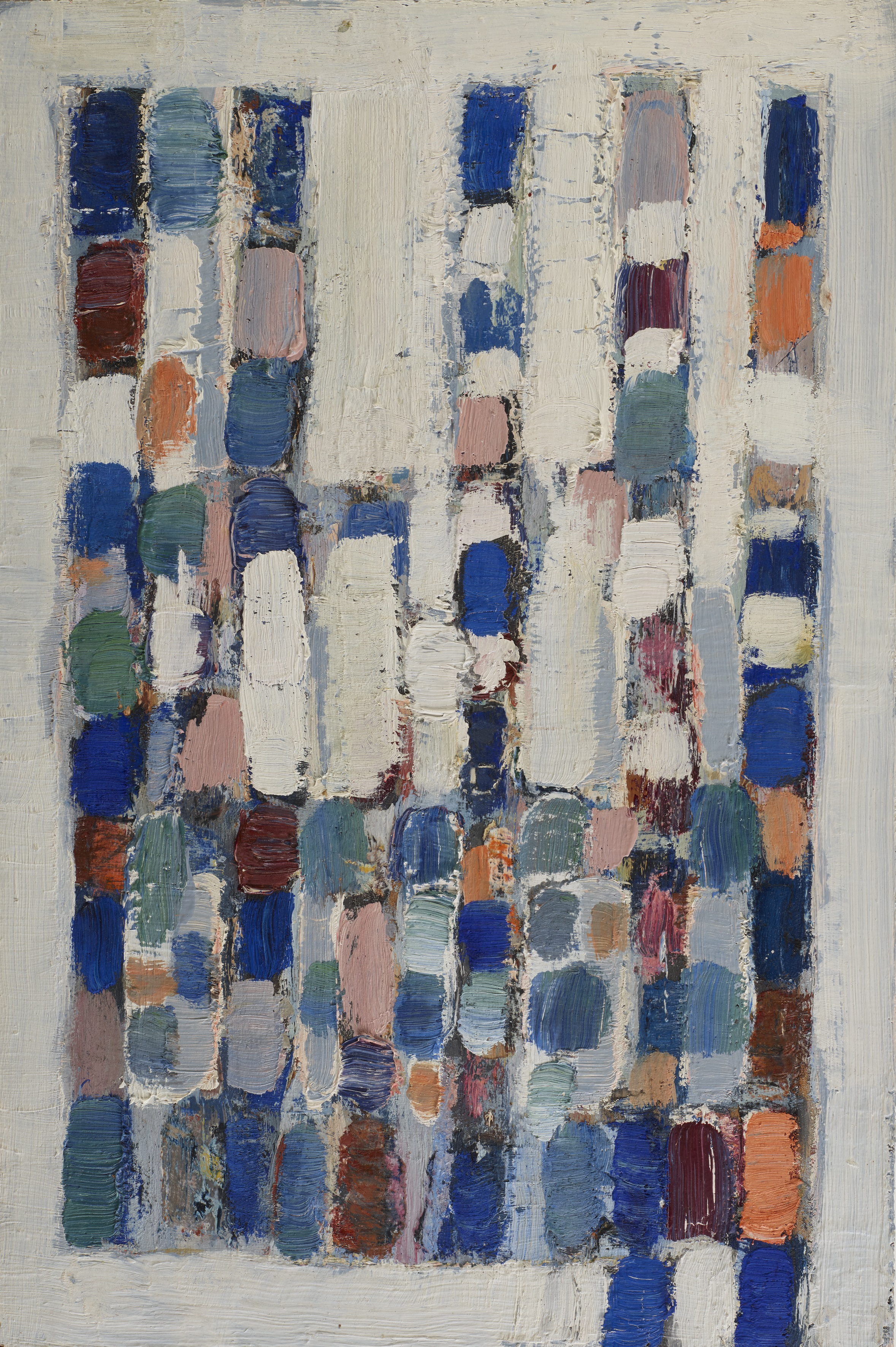
"Composition" Jean-Michel Coulon, 1960s.
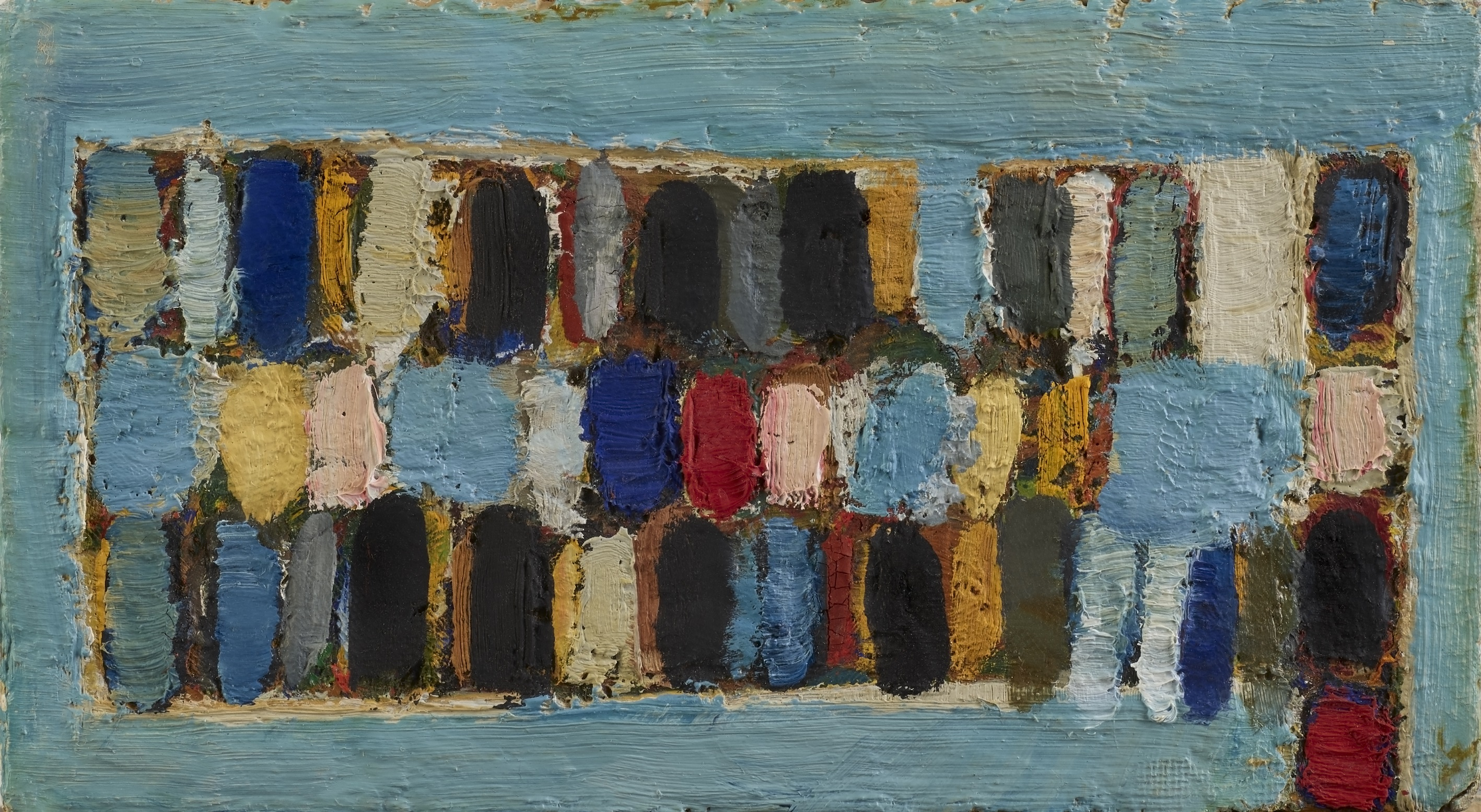
"Composition" Jean-Michel Coulon, 1970s.
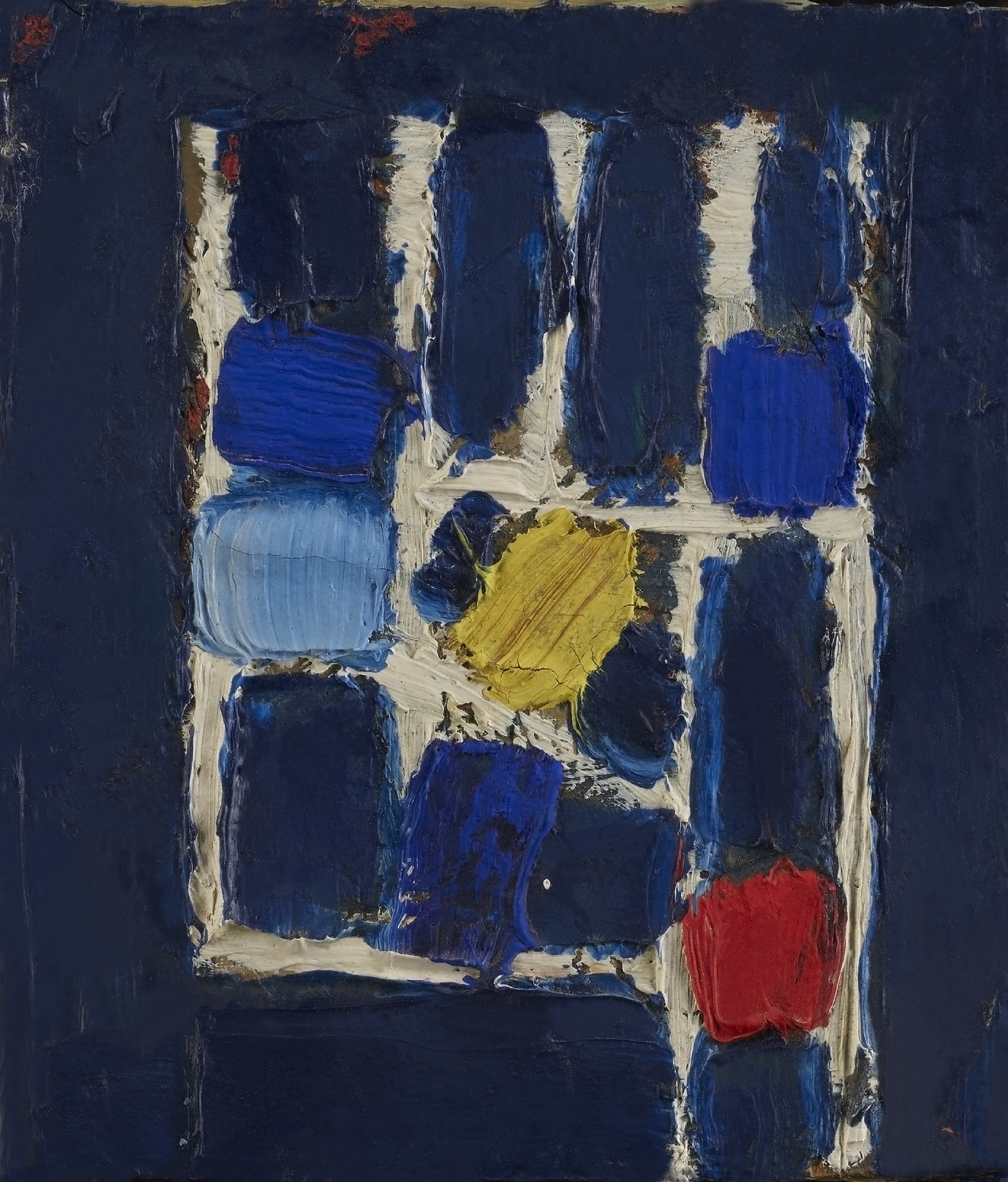
"Composition" Jean-Michel Coulon, 1970s.
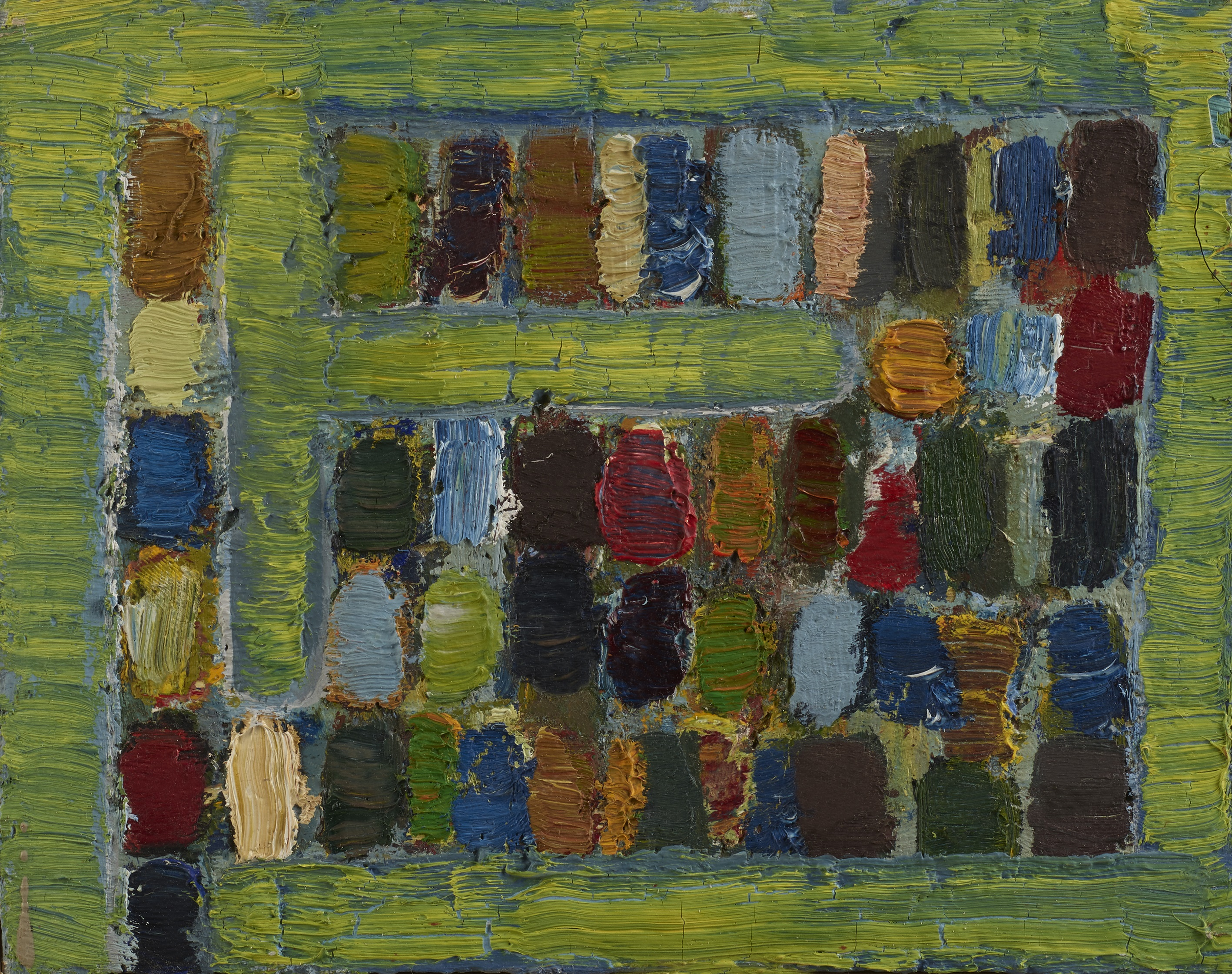
"Composition" Jean-Michel Coulon, 1970s.
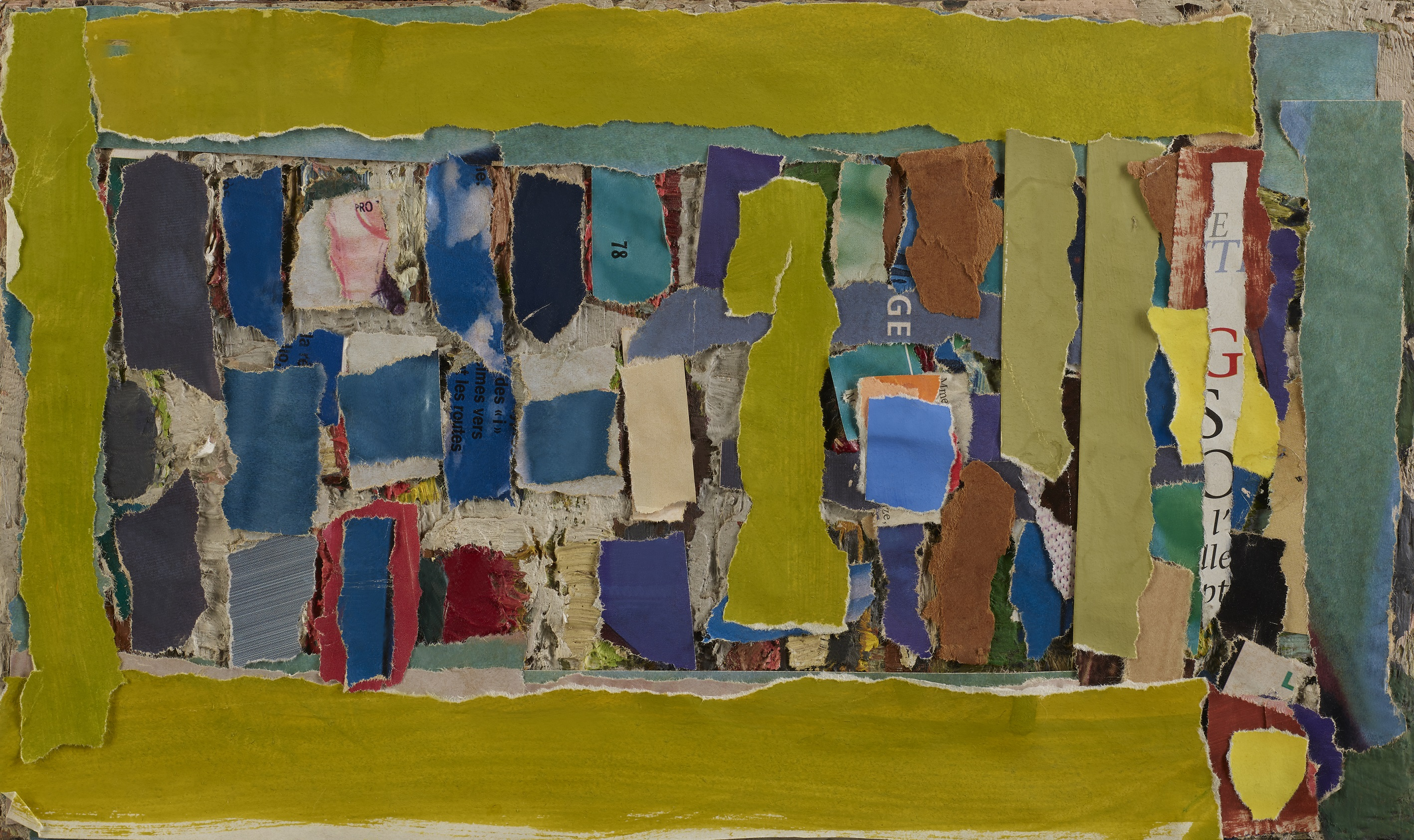
"Collage" by Jean-Michel Coulon, 2000s

## Œuvres dans les collections
Selon la classification du catalogue raisonné 

### France
- Musée National d'Art Moderne, Paris, 2022 : 0036H, 0824G, 0826G, 0837G et 0844G. https://grandpalaisrmn.fr/
- Musée du protestantisme, de la Réforme à la laïcité, Ferrières, Tarn, 2025 : 0279H.

## Écrits
- Lettres d'Amérique, préface d'Annie Cohen-Solal (Gourcuff Gradenigo, 2019)
- Lettres d'Italie, préface d'Annie Cohen-Solal (Gourcuff Gradenigo, 2019)